# أندريه جاك غارنوران

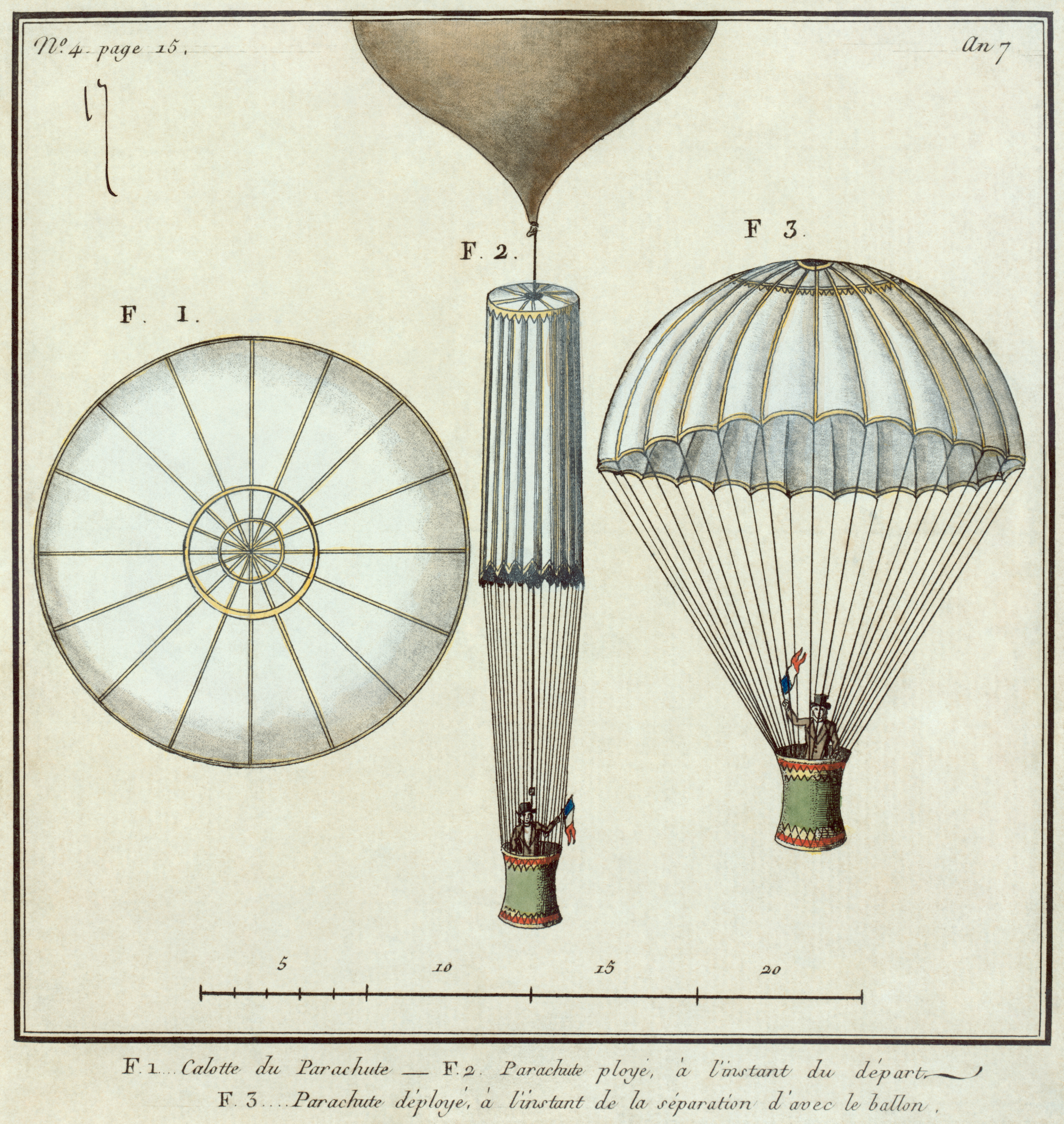
رسم لأول مظلة اخترعها أندريه والتي اختبرها بنفسه في حديقة مونسو، باريس في 22 أكتوبر 1797

أندريه جاك غارنوران (بالفرنسية: André-Jacques Garnerin) (ولد في 13 يناير 1769 - 18 أغسطس 1823 ) كان من رواد الطيران ومخترعاً لمظلة الهبوط والتي بسببها اشتُهر بقفزته الشهيرة من المنطاد الهوائي في حديقة مونسو في باريس. عُيِّن طياراً رسمياً في فرنسا.

## النشأة
ولد أندريه في باريس. في الأعوام 1792–1797 اِعتقل من قبل القوات البريطانية خلال المرحلة الأولى من الحروب النابليونية، ومن ثم تم تسليمه إلى النمساويين ومنهم سلموه إلى بودا في المجر و هناك أصبح سجيناً لديهم لمدة ثلاث سنوات 

## عائلته
عمل أندريه في معظم اختراعاته مع شقيقه جان باتيست غارنوران (1766–1849).

## وفاته
توفي أندريه غارنوران وهو في سن ال 54 إثر وقوع عارضة بناء على رأسه أثناء عمله على صنع مظلة في باريس 18 أغسطس 1823.

## الإرث
في 22 أكتوبر من عام 2013م احتفلت جوجل بذكرى قفزة غارنوران من المنطاد باستخدام مظلة الهبوط .

## روابط خارجية
- أندريه جاك غارنوران على موقع الموسوعة البريطانية (الإنجليزية)